# 金日成勋章
金日成勋章（朝鲜语：／）為朝鲜民主主义人民共和国最高榮譽勳章。此勳章於1972年3月20日制定。
金日成之子、继承者金正日在1978年9月、1992年4月和1992年4月分别获颁金日成勋章。2012年3月29日，金日成之孫、金家第三代最高領導人金正恩就任後再次追授金日成勛章予已故的父親。